# Shanna wuyishanensis
Shanna wuyishanensis is een keversoort uit de familie pilkevers (Byrrhidae). De wetenschappelijke naam van de soort is voor het eerst geldig gepubliceerd in 2007 door Pütz.